# Strophioblachia
Strophioblachia é um género botânico pertencente à família Euphorbiaceae.

## Espécies
- Strophioblachia fimbricalyx
- Strophioblachia glandulosa

## Nome e referências
Strophioblachia Boerl.